# Па’э
Па’э (перс. پائه‎) — царь Элама, правил приблизительно в 645 году до н. э. Поднял восстание против Хумбан-Халташа III и провозгласил себя царём, но после безуспешных попыток закрепить свою власть, сдался в плен ассирийскому царю Ашшурбанапалу, где служил ему наряду с соперниками Хумбан-Халташем III и Тамариту.
Резиденцией Па’э был город Бупила.